# El Pocico (Granada)
El Pocico es una localidad y pedanía española del municipio de Dólar, perteneciente a la provincia de Granada, en la Región de Granada. Está situada en la parte oriental de la comarca de Guadix. A un kilómetro del parque natural de la Sierra de Baza, cerca de esta localidad se encuentran los núcleos de la Rambla del Agua y Charches.
El Pocico constituye un exclave de Dólar situado entre los términos municipales de Huéneja, Ferreira y Valle del Zalabí.

## Cultura

### Fiestas
El Pocico celebra cada año sus fiestas en torno al 15 de mayo en honor a San Isidro Labrador, patrón del pueblo.